# Praia da Salgueira
Praia da Salgueira, junto ao Buddah Club, nos finais de Setembro.
A Praia da Salgueira é uma extensa praia marítima na área urbana da Póvoa de Varzim. A Praia da Salgueira é uma praia bastante frequentada de areia branca com poucos penedos na parte central, apta para a prática de surf. A Salgueira é bastante procurada no verão, com menores enchentes durante a semana ou fora da época estival.
A Praia da Salgueira é percorrida pela Avenida dos Banhos, a principal avenida balnear da Póvoa. A praia tomou o nome de um antigo lugar ali existente. A praia é ladeada, a sul, pela Esplanada do Carvalhido - uma praça-praia, enquanto que o flanco norte, rochoso, junto ao Buddha Club, é denominado "Praia Azul".

## História

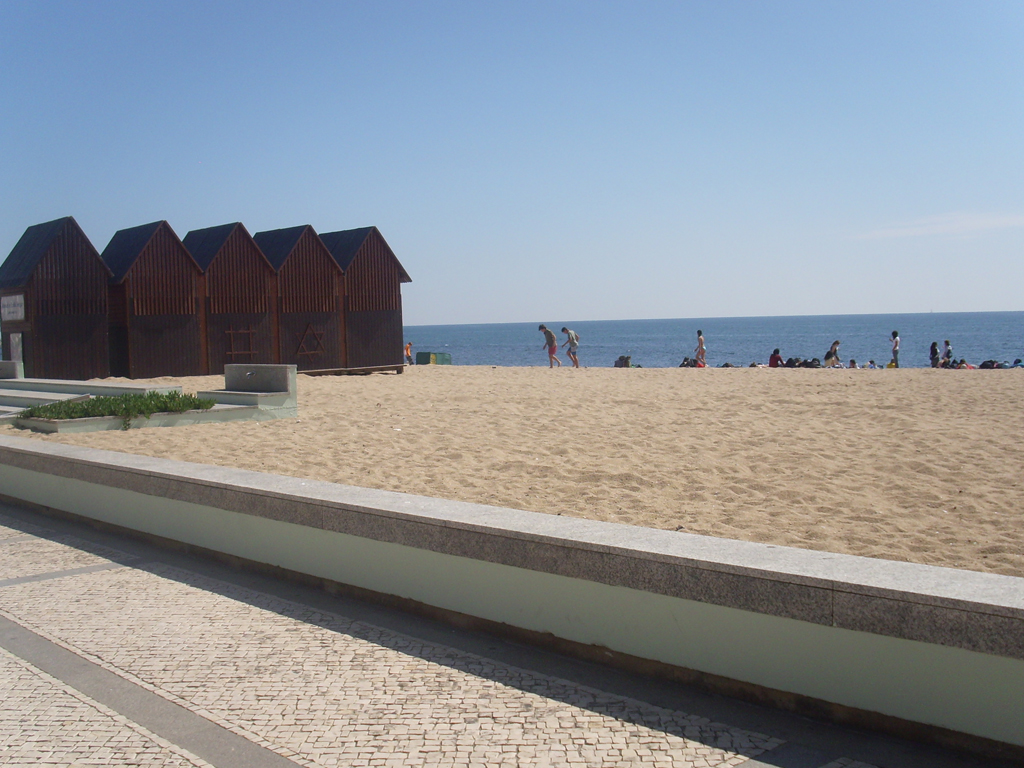
Um apoio de praia com siglas.

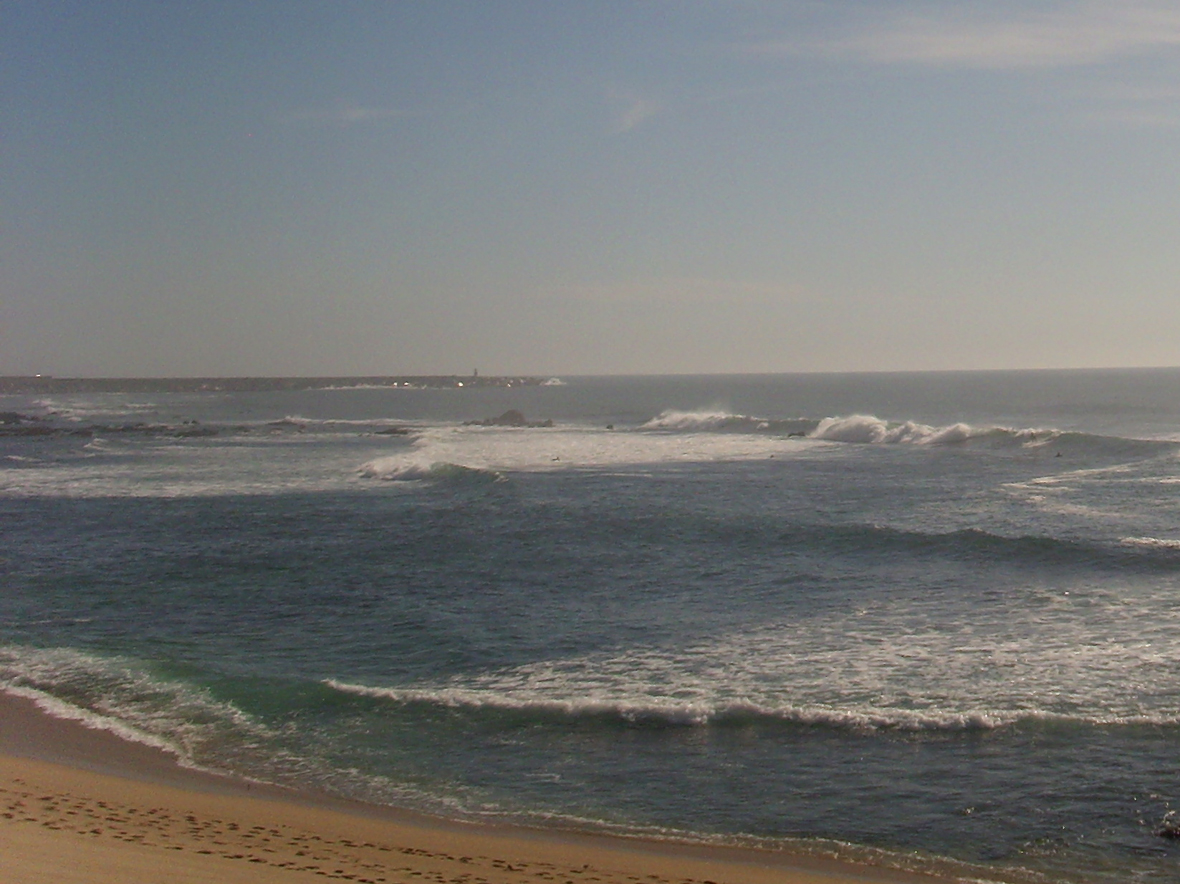
Ondas durante a maré baixa em meados de Outubro. Apesar de pouco visível na imagem, surfistas e bodyborders encontram-se no spot.

É uma praia de banhos histórica. No século XIX chegou a ser conhecida como "Praia dos Ceboleiros", onde as pessoas tomavam banho de forma pouco ortodoxa. Homens e mulheres despiam-se no areal deixando apenas uma camisa comprida sobre o corpo e depois banhavam-se de cócoras, a roupa ao ficar molhada tornava-se transparente. Tal hábito levou a câmara, em 1871, a decretar que: "é proibido tomar banhos em estado de nudez, em todo o litoral do concelho, sob pena de 1$500 reis ou 3 dias de prisão".

## Surf
A Salgueira é uma praia de surf para surfistas experientes, onde se encontra o Póvoa de Varzim spot, se bem que existam outras ondas na praia que podem ser usadas. O spot é bastante popular entre bodyboarders, dado que são ondas apropriadas para esta modalidade, durante a maré-cheia é também apropriada para longboard e surf. Com swells de Noroeste para Sudoeste, tem como condicionantes rochedos e enchentes de pessoas. A comunidade surfista local não permitia o surf a principiantes ou pessoas de fora, num hábito conhecido entre surfistas como "localismo", hoje em dia o acesso ao spot é menos restrito. Surf de esquerda que se parte nos rochedos no meio da praia com uma pequena zona de take-off.